# Andreas Tyrock
Andreas Tyrock (* 24. Juli 1963 in Northeim) ist ein deutscher Journalist und seit dem 1. Juli 2014 Chefredakteur der Westdeutschen Allgemeinen Zeitung (WAZ) in Essen.

## Ausbildung
1983 erwarb Tyrock sein Abitur am Gymnasium Corvinianum in Northeim. Anschließend war er zwei Jahre bei der Bundeswehr und wurde als Leutnant der Reserve entlassen. Im Sommer 1985 begann er seine journalistische Tätigkeit bei der  Hessischen/Niedersächsische Allgemeinen (HNA) in Northeim.
Im Herbst 1985 begann Tyrock ein Studium der Sozialwissenschaften an der Georg-August-Universität Göttingen. Weitere journalistische Tätigkeiten folgten im Herbst 1989 in Form von Presse- und Öffentlichkeitsarbeit beim Schweizer Landesverband für Sport in Bern und bei den Kieler Nachrichten im Landesressort Schleswig-Holstein/Hamburg. Im Frühjahr 1991 schloss Tyrock sein Studium als Diplom-Sozialwirt ab.

## Tätigkeiten
Im Sommer 1991 begann Tyrock ein Volontariat bei der Braunschweiger Zeitung und wurde im Herbst 1992 dort Redakteur. Zwischen 1993 und 1997 arbeitete er als Lehrbeauftragter an der Georg-August-Universität Göttingen. Er war dort als Seminarleiter tätig, hielt Vorlesungen zum Thema „Theorie und Praxis des Journalismus“ und war Chefredakteur des Göttinger Hochschulsportmagazins Seitenwechsel.
Von 1996 bis 1997 war er Leiter des Dezernats Presse- und Öffentlichkeitsarbeit der Bezirksregierung Braunschweig und Pressesprecher des Regierungspräsidenten. 2001 wurde er bei der Braunschweiger Zeitung zum Ressortleiter Politik berufen und gehörte ab 2005 zur Chefredaktion.
Am 1. April 2008 wechselte Tyrock zum General-Anzeiger in Bonn, wo er Joachim Westhoff als Chefredakteur ablöste. Unter Tyrock brachte der General-Anzeiger die Investigativserie „Die Millionenfalle“ zu den betrügerischen Machenschaften um das geplante World Conference Center Bonn (WCCB) heraus, auf die Ermittlungen der Justiz folgten. Als Folge kam es auch zu juristischen Auseinandersetzungen zwischen dem General-Anzeiger und der Stadt Bonn sowie ihrem Oberbürgermeister Jürgen Nimptsch.
Dem General-Anzeiger wurde 2010 der Wächterpreis der deutschen Tagespresse und 2011 der Deutsche Lokaljournalistenpreis verliehen. „Der Generalanzeiger macht Familien, ihre Alltagsprobleme und Herausforderungen, ihre Wünsche, Träume und Ideen zur Richtschnur für die redaktionelle Arbeit“, stellte die Jury fest.
Am 1. Juli 2014 wechselte Tyrock zur Westdeutschen Allgemeinen Zeitung, wo er seitdem als Chefredakteur tätig ist. Dort ist er Nachfolger von Ulrich Reitz.

## Persönliches
Tyrock ist seit 1991 verheiratet und hat zwei Söhne.

## Veröffentlichungen
- Feuersturm an der Ruhr. 1. Auflage. Klartext Verlag, Essen 2014, ISBN 978-3-8375-1269-4.
- Tatort Gasometer: Kriminalgeschichten. 1. Auflage. Klartext Verlag, Essen 2015, ISBN 978-3-8375-1508-4.